# Calle del Doctor Fleming
La calle del Doctor Fleming es una vía madrileña que discurre en sentido norte-sur desde la calle Félix Boix hasta la calle Rafael Salgado, donde se encuentra el estadio Santiago Bernabéu, en el distrito de Chamartín. Recibe su nombre del científico Alexander Fleming, descubridor de la penicilina. En torno a esta calle se articula la zona conocida como Costa Fleming, que albergó una importante colonia de americanos en Madridy conocida por el negocio de la prostitución. 

## Historia
En una manzana entre esta calle y el paseo de la Castellana se levantó entre 1951 y 1954 el conocido como edificio Corea, apodado así por la época de la Guerra de Corea. que albergó una gran cantidad de militares estadounidenses de la Base Aérea de Torrejón de Ardoz, especialmente los de mayor rango. En plena época del desarrollismo, se integraron en ambientes más liberales y modernos, mezclándose con artistas, empresarios y figuras del ocio nocturno. El edificio Corea dio nombre al barrio, adquiriendo después el nombre de Costa Fleming, por la calle del Doctor Fleming. El término lo popularizó el periodista Raúl del Pozo y describía una zona de vida nocturna intensa, glamur, prostitución y presencia constante de estadounidenses.
En este contexto también surgió en el habla popular la expresión barra americana, que hacía referencia a locales donde había mujeres ejerciendo la prostitución, y que imitaban ciertos modelos de entretenimiento de los bares estadounidenses. Este imaginario quedó reflejado en canciones como Chica de papel, de Hilario Camacho, que contaba la vida de dos prostitutas de Costa Fleming, y en películas como Madrid, costa Fleming (1976), que consolidó el nombre del barrio en la cultura popular.